# Corcovado (volcan)
Pour les articles homonymes, voir Corcovado.
Le Corcovado est un volcan du sud du Chili.

## Géographie
Il est situé dans la région des Lacs et la province de Palena, à l'extrême nord de la Patagonie chilienne. La ville la plus proche est la capitale provinciale Chaitén. Le volcan est au centre du parc national Corcovado.
Son sommet pointu et isolé domine de 2 300 mètres de haut le golfe de Corcovado et fait face à l'île de Chiloé. Sa cheminée volcanique partiellement dégagée par l'érosion glaciaire le fait ressembler au Puntiagudo, un autre volcan chilien situé plus au nord.

## Histoire
Son activité volcanique est très mal connue. S'il semble que la dernière éruption importante date de près de 7 000 ans, Darwin aurait observé un surcroît d'activité en 1834, une autre éruption étant reportée par d'autres sources en novembre 1835.

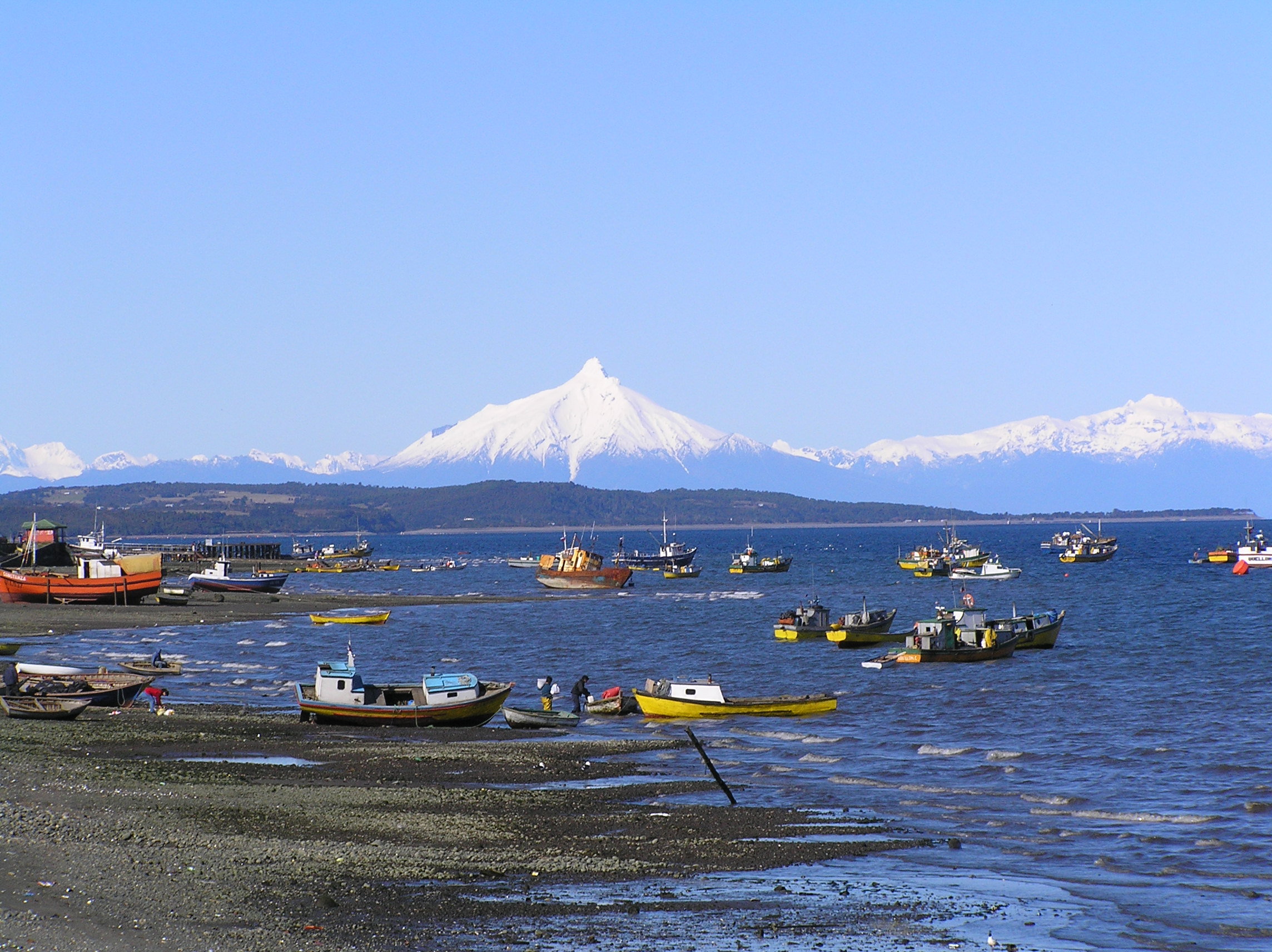
Vue du Corcovado depuis Quellón à l'ouest.

Le documentaire américain 180° South (2010) de Chris Malloy retrace une tentative d'ascension du Corcovado.